# Банська Штявниця
Ба́нська Штя́вниця (словац. Banská Štiavnica, нім. Schemnitz, угор. Selmecbánya) — місто, громада, адміністративний центр округу Банська Штявниця, Банськобистрицький край, центральна Словаччина. Розташоване біля підніжжя гірського масиву Штявницькі Врхи.
Назва походить від латинського виразу «Terra banensium» (земля гірників), який закріпився за околицями Штявниці.

## Історія
Перший видобуток корисних копалин почався на місці Банської Штявниці ще в III столітті, імовірно кельтами. У 1156 році Банська Штявниця згадується як шахтарське містечко. У 1217 році вперше згадується видобуток срібла на околицях міста, в 1238 Банська Штявниця отримує міські права. У XIII столітті сюди приходять німецькі колоністи з Тіролю та Саксонії. 1443-го року місто знищив сильний землетрус. У середині XV століття виникають Старий і Новий Замок — укріплення проти турецьких набігів.
У 1627 році вперше у світовій історії при видобутку корисних копалин тут був застосований порох як вибухова речовина. У 1735 у Банській Штявниці виникає перша в Угорщині Гірнича школа, а в 1763 вищий навчальний заклад — Гірнича академія. Тут викладали найавторитетніші вчені, запрошені урядом Австро-Угорщини з різних країн Європи: гірничу справу вели Х. Деліус та І. Пайтнер, металургію — Н. Жакен, мінералогію — Й. Скополі, хімію — знаменитий А. Лавуазьє.
У 1782 році Банська Штявниця була третім найбільшим містом Угорщини після Братислави й Дебрецена.
На сьогодні Банська Штявниця втратила своє промислове значення, але є популярним туристичним місцем Словаччини.

## Населення
| Рік:            | 1993   | 2003    | 2013    | 2023    |
| --------------- | ------ | ------- | ------- | ------- |
| Кількість осіб: | 10 527 | 10 873  | 10 259  | 9339    |
| Різниця:        |        | +3,28 % | -5,64 % | -8,96 % |

| Рік:            | 2022 | 2023    |
| --------------- | ---- | ------- |
| Кількість осіб: | 9426 | 9339    |
| Різниця:        |      | -0,92 % |

У місті за даними останнього перепису населення 2011 року, проживає 10409 осіб.
Національний склад населення (за даними перепису населення 2001 року):
- словаки — 93,92 %
- цигани (роми) — 2,02 %
- чехи — 0,57 %
- угорці — 0,40 %
- німці — 0,11 %
- українці — 0,06 %
- русини — 0,04 %
- поляки — 0,02 %

Склад населення за належністю до релігії станом на 2001 рік:
- римо-католики — 64,97 %,
- протестанти (еванєлики) — 7,63 %,
- греко-католики — 0,32 %,
- православні — 0,04 %,
- гусити — 0,01 %,
- не вважають себе віруючими або не належать до жодної вищезгаданої церкви: 25,19 %

## Відомі особистості
В поселенні народився:
- Антон Гикіш (* 1932) — словацький прозаїк, драматург.

## Міста-побратими
- Гюненберг, Швейцарія
- Моравська Тршебова, Чехія
- Ольштинек, Польща
- Птуй, Словенія
- Шопрон, Угорщина